# ديان لوفرين
ديان لوفرين (بالكرواتية: Dejan Lovren)‏ (مواليد 5 يوليو 1989 في زينيتسا - يوغوسلافيا) لاعب كرة قدم كرواتي يلعب حاليا لصالح نادي أولمبيك ليون في الدوري الفرنسي منذ 2023 في مركز قلب الدفاع ويلعب بالقدم اليمنى.

## روابط خارجية
- ديان لوفرين على موقع الاتحاد الدولي (مؤرشف)  (الإنجليزية)
- ديان لوفرين على موقع الاتحاد الأوربي (الإنجليزية)
- ديان لوفرين على موقع اتحاد كرواتيا (الكرواتية)
- ديان لوفرين على موقع قاعدة بيانات كرة القدم.إي يو (الإنجليزية)
- ديان لوفرين على موقع ليكيب (الفرنسية)
- ديان لوفرين على موقع ناشيونال فوتبول تيمز (الإنجليزية)
- ديان لوفرين على موقع Soccerbase.com (لاعب) (الإنجليزية)
- ديان لوفرين على موقع Soccerway.com (الإنجليزية)
- ديان لوفرين على موقع عالم كرة القدم.نت (الإنجليزية)
- ديان لوفرين على موقع كووورة